# Christian Santos
Christian Robert Santos Kwasniewski (Puerto Ordaz, Estado Bolívar, Venezuela, 24 de marzo de 1988) es un futbolista venezolano que juega como delantero en el  Anzoátegui FC de la Primera División de Venezuela.

## Trayectoria
Empezó a jugar al fútbol en la "Hermandad Gallega" de Puerto Ordaz en Venezuela. Su madre, una venezolana de ascendencia alemana oriunda de Ciudad Piar y su padre un español proveniente de Galicia.
Cuando tenía seis años la familia Santos llegó a Alemania por razones de trabajo de su padre se mudan a vivir a una pequeña ciudad de no más de 70 000 habitantes llamada Lippstadt, cercana (60 km) a la metrópolis de Dortmund.
Christian siguió con su amor por el fútbol en Alemania, donde dio sus primeros pasos de manera organizada en las divisiones infantiles del SV Lippstadt 08. 
En el año 2003, cuando tenía 15 años de edad Santos asistió a las juveniles del Arminia Bielefeld “Allí aprendí los verdaderos fundamentos del juego para ser un jugador profesional, fue mi gran universidad”.

### Arminia Bielefeld
Con el cuadro azul y negro debutó en el equipo profesional en la temporada 2005/2006, con tan solo 17 años de edad, en sus filiales sub-19 y sub-21, 5.ª y 4.ª División. En ese lapso de 5 temporadas, dos como sub-19 y tres como sub-21, logró anotar 33 goles y dar 4 asistencias, llegando a ser en su última temporada como sub-21, el segundo mejor goleador de su Liga, mostrando con ello desde sus inicios, su gran vocación para el gol sin ser plenamente un delantero.

### KAS Eupen
Para la temporada 2011/2012 decide abrirse camino en otras fronteras, buscando un lugar en donde poder tener continuidad, y es allí donde aterriza en la Segunda División de Bélgica, con el KAS Eupen.un modesto equipo recién descendido, con la esperanza de estar pronto en Primera.
Logró debutar con el equipo el 17 de agosto del 2011 jugando 90 minutos contra el CS Visé en la primera jornada de la segunda división de Bélgica.
El 3 de septiembre de 2011 marca su primer gol con la camiseta blanquinegra en la jornada 3 del torneo contra el FCV Dender EH con resultado final de 3-2. El gol llegó al minuto 43 logrando colocar la paridad 2-1
Logrando así su titularidad con el equipo, allí se destaca con 26 goles y 10 asistencias en dos temporadas, logrando quedar como el tercer mejor goleador de la Liga.

### Waasland-Beveren
El sueño de ser un jugador de Primera División parecía cristalizarse, para la temporada 2013/2014, llega el tan ansiado contrato, con 25 años firma con el K.V. Red Star Waasland-Beveren, equipo de la Primera División de Bélgica, que en sus mejores años llegó ser Campeón de Liga, todo parecía llegar y en su mejor momento, pero el infortunio apareció, lamentablemente, apenas arrancando la temporada.
Christian sufre una lesión en la rodilla (liberación de fragmentos de cartílago al espacio articular), lesión de fácil solución mediante intervención artroscópica, pero que requiere largo tiempo de recuperación y fisioterapia (regeneración del cartílago y fortalecimiento), se pierde toda la temporada, el Club no espera por él, y le deja en libertad.

### NEC Nijmegen
Luego de un año de gran esfuerzo y trabajo en su recuperación, Christian va a prueba sin garantías al NEC Nijmegen de Holanda, equipo recién descendido a 2.ª división. Ficha por el N.E.C. en verano de 2014.
Disputó su primer partido con el club, el 10 de agosto de 2014, en la primera fecha de la Jupiler League contra el FC Eindhoven, en la victoria de su equipo 3-1.
En la segunda fecha de la Jupiler League contra el FC Volendam, marca su primer gol con el equipo para darle la victoria 2-0 al NEC Nijmegen de visitante.
Marcó 23 goles en la temporada 2014/15 de la segunda división. Quedó segundo en la tabla de goleadores con 23 goles y su club logró el ascenso a la primera división. 
Ya estando en la primera división se erige como una de las sorpresas de la primera vuelta de la Erevidise marcando 13 goles en 17 partidos, el 13 de marzo del 2016 marca un gol al Ajax para convertirse de esa manera en el máximo goleador histórico del club en todas las competiciones con un total de 40 goles en 66 partidos. Acaba finalmente con 18 goles en 33 partidos, siendo una de las sensaciones del año.

### Deportivo Alavés
En julio de 2016 da el salto a la Primera División de España fichando por el Deportivo Alavés para las tres próximas temporadas. Debuta en la primera rueda de la temporada ante el Atlético de Madrid y marca su primer gol por la fecha 11 del campeonato ante el Club Atlético Osasuna de penalti. El 27 de mayo de 2017, se proclama subcampeón de la Copa del Rey tras perder en la final ante el Fútbol Club Barcelona por 3-1.

## Selección nacional
Debutó con selección venezolana el 27 de marzo de 2015 en un partido amistoso frente a Jamaica. 
En su primer partido oficial, el 14 de octubre de 2015, anotó un gol en la derrota 3-1 ante Brasil, convirtiéndose en el primer jugador venezolano en anotar ante Brasil, jugando esta como local.

### Copa América
| Copa América            | Sede           | Resultado        | Partidos | Goles |
| ----------------------- | -------------- | ---------------- | -------- | ----- |
| Copa América Centenario | Estados Unidos | Cuartos de final | 1        | 0     |

### Goles internacionales
| Gol | Fecha                 | Sede                                | Oponente | Marcador | Resultado | Competencia                                                      |
| --- | --------------------- | ----------------------------------- | -------- | -------- | --------- | ---------------------------------------------------------------- |
| 1.  | 14 de octubre de 2015 | Estadio Castelão, Fortaleza, Brasil | Brasil   | 1 – 2    | 1 – 3     | Clasificación de Conmebol para la Copa Mundial de Fútbol de 2018 |

## Estadísticas

### Clubes
Actualizado al último partido disputado el 15 de octubre de 2022.
| Club                                  | Div.          | Temporada     | Liga  | Liga  | Liga   | Copas | Copas | Copas  | Internacional | Internacional | Internacional | Total | Total | Total  | Media goleadora |
| Club                                  | Div.          | Temporada     | Part. | Goles | Asist. | Part. | Goles | Asist. | Part.         | Goles         | Asist.        | Part. | Goles | Asist. | Media goleadora |
| ------------------------------------- | ------------- | ------------- | ----- | ----- | ------ | ----- | ----- | ------ | ------------- | ------------- | ------------- | ----- | ----- | ------ | --------------- |
| Arminia Bielefeld II · Alemania       | 4.ª           | 2010-11       | 19    | 5     | 0      | 0     | 0     | 0      | —             | —             | —             | 19    | 5     | 0      | 0.26            |
| Arminia Bielefeld II · Alemania       | Total club    | Total club    | 19    | 5     | 0      | 0     | 0     | 0      | —             | —             | —             | 19    | 5     | 0      | 0.26            |
| K. A. S. Eupen · Bélgica              | 2.ª           | 2011-12       | 30    | 15    | 3      | 7     | 3     | 0      | —             | —             | —             | 37    | 18    | 3      | 0.49            |
| K. A. S. Eupen · Bélgica              | 2.ª           | 2012-13       | 28    | 10    | 7      | 1     | 0     | 0      | —             | —             | —             | 29    | 10    | 7      | 0.34            |
| K. A. S. Eupen · Bélgica              | Total club    | Total club    | 58    | 25    | 10     | 8     | 3     | 0      | 0             | 0             | 0             | 66    | 28    | 10     | 0.42            |
| Waasland-Beveren · Bélgica            | 1.ª           | 2013-14       | —     | —     | —      | 1     | 0     | 0      | —             | —             | —             | 1     | 0     | 0      | 0               |
| Waasland-Beveren · Bélgica            | Total club    | Total club    | 0     | 0     | 0      | 1     | 0     | 0      | —             | —             | —             | 1     | 0     | 0      | 0               |
| NEC Nimega · Países Bajos             | 2.ª           | 2014-15       | 34    | 23    | 10     | 3     | 0     | 0      | —             | —             | —             | 37    | 23    | 10     | 0.62            |
| NEC Nimega · Países Bajos             | 1.ª           | 2015-16       | 30    | 16    | 2      | 3     | 2     | 0      | —             | —             | —             | 33    | 18    | 2      | 0.55            |
| NEC Nimega · Países Bajos             | Total club    | Total club    | 64    | 39    | 12     | 6     | 2     | 0      | 0             | 0             | 0             | 70    | 41    | 12     | 0.59            |
| Deportivo Alavés · España             | 1.ª           | 2016-17       | 21    | 3     | 1      | 6     | 2     | 0      | —             | —             | —             | 27    | 5     | 1      | 0.19            |
| Deportivo Alavés · España             | 1.ª           | 2017-18       | 10    | 2     | 0      | 2     | 1     | 0      | —             | —             | —             | 12    | 3     | 0      | 0.25            |
| Deportivo Alavés · España             | Total club    | Total club    | 31    | 5     | 1      | 8     | 3     | 0      | 0             | 0             | 0             | 39    | 8     | 1      | 0.21            |
| R. C. Deportivo de la Coruña · España | 2.ª           | 2018-19       | 21    | 3     | 0      | —     | —     | —      | —             | —             | —             | 21    | 3     | 0      | 0.14            |
| R. C. Deportivo de la Coruña · España | 2.ª           | 2019-20       | 27    | 6     | 2      | 1     | 0     | 0      | —             | —             | —             | 28    | 6     | 2      | 0.21            |
| R. C. Deportivo de la Coruña · España | Total club    | Total club    | 48    | 9     | 2      | 1     | 0     | 0      | 0             | 0             | 0             | 49    | 9     | 2      | 0.18            |
| VfL Osnabrück · Alemania              | 2.ª           | 2020-21       | 29    | 8     | 1      | 3     | 0     | 1      | —             | —             | —             | 32    | 8     | 2      | 0.25            |
| VfL Osnabrück · Alemania              | Total club    | Total club    | 29    | 8     | 1      | 3     | 0     | 1      | —             | —             | —             | 32    | 8     | 2      | 0.25            |
| C. S. D. Colo-Colo · Chile            | 1.ª           | 2021          | 5     | 0     | 0      | —     | —     | —      | —             | —             | —             | 5     | 0     | 0      | 0.00            |
| C. S. D. Colo-Colo · Chile            | 1.ª           | 2022          | 5     | 1     | 0      | —     | —     | —      | —             | —             | —             | 5     | 1     | 0      | 0.20            |
| C. S. D. Colo-Colo · Chile            | Total club    | Total club    | 10    | 1     | 0      | 0     | 0     | 0      | —             | —             | —             | 10    | 1     | 0      | 0.10            |
| S. S. Juve Stabia · Italia            | 3.ª           | 2022-23       | 14    | 2     | 0      | —     | —     | —      | —             | —             | —             | 14    | 2     | 0      | 0.00            |
| S. S. Juve Stabia · Italia            | Total club    | Total club    | 14    | 2     | 0      | 0     | 0     | 0      | —             | —             | —             | 14    | 2     | 0      | 0.14            |
| Unionistas de Salamanca C.F. · España | 3.ª           | 2022-23       | 9     | 3     | 0      | —     | —     | —      | —             | —             | —             | 9     | 3     | 0      | 0.34            |
| Unionistas de Salamanca C.F. · España | Total club    | Total club    | 9     | 3     | 0      | —     | —     | —      | —             | —             | —             | 9     | 3     | 0      | 0.34            |
| Total carrera                         | Total carrera | Total carrera | 282   | 98    | 26     | 27    | 8     | 1      | 0             | 0             | 0             | 309   | 105   | 27     | 0.34            |
| 1. 2.                                 |               |               |       |       |        |       |       |        |               |               |               |       |       |        |                 |

## Palmarés

### Títulos nacionales
| Título             | Equipo             | País         | Año     |
| ------------------ | ------------------ | ------------ | ------- |
| Eerste Divisie     | NEC Nimega         | Países Bajos | 2014-15 |
| Supercopa de Chile | C. S. D. Colo-Colo | Chile        | 2022    |
| Primera División   | C. S. D. Colo-Colo | Chile        | 2022    |

### Distinciones individuales
| Distinción                                                  | Año  |
| ----------------------------------------------------------- | ---- |
| Nominación a Mejor Jugador del Año de la Eredivisie 2015-16 | 2016 |
| Mejor Gol del Año de la Eredivisie 2015-16                  | 2016 |